# 牟礼神社 (飯綱町)
牟礼神社（むれじんじゃ）は、長野県飯綱町にある神社。社格は旧郷社。境内坪数345坪、氏子250戸。

## 歴史
- 平安朝末期（1184年）ころ、字表町横吹に鎮座。その後永正（1510年）のころ矢筒城堀の内古宮に移遷。さらに慶長年間（1600年ころ）に現在地に奉斎されたといわれている。現在地へ再建の際に地ならしを行い、土中より掘り出した鎗を神霊として社殿を造営したといわれている。
- 1873年（明治6年） - 郷社に列せられ、当時は諏訪社と呼称される。
- 1878年（明治11年）8月 - 社号を牟礼神社と改称する。
- 1953年（昭和28年）3月 - 宗教法人登記。

## 合併神社
- 金毘羅宮（金山彦命）字古屋敷に鎮座。由緒不詳、1865年（慶応元年）8月再建。1908]（明治41年）12月9日牟礼神社に合併合祀。
- 金刀比羅社（金山彦神）字東四ツ屋56 創建不詳、1908年（明治41年）12月9日合併。1952年（昭和27年）分社、四ツ屋神社となる。

## 境内社
- 伊勢社（天照大御神）
- 出雲社（大国主命）
- 秋葉社（火産霊命）
- 稲荷社（保食命）
- 山神社（大山祇命）
- 佐軍社（田心姫命）

## 御柱祭

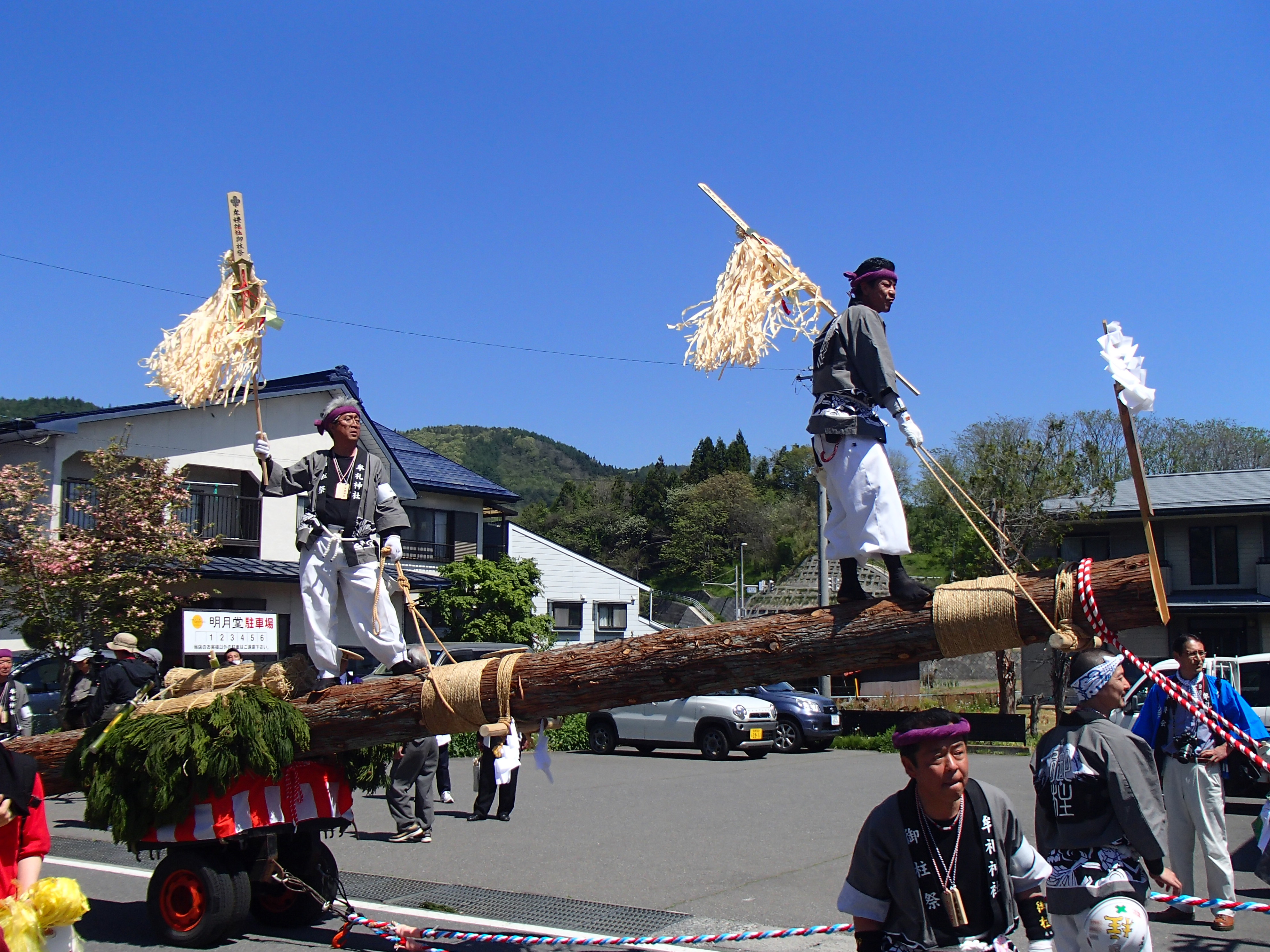
平成28年御柱祭里曳き

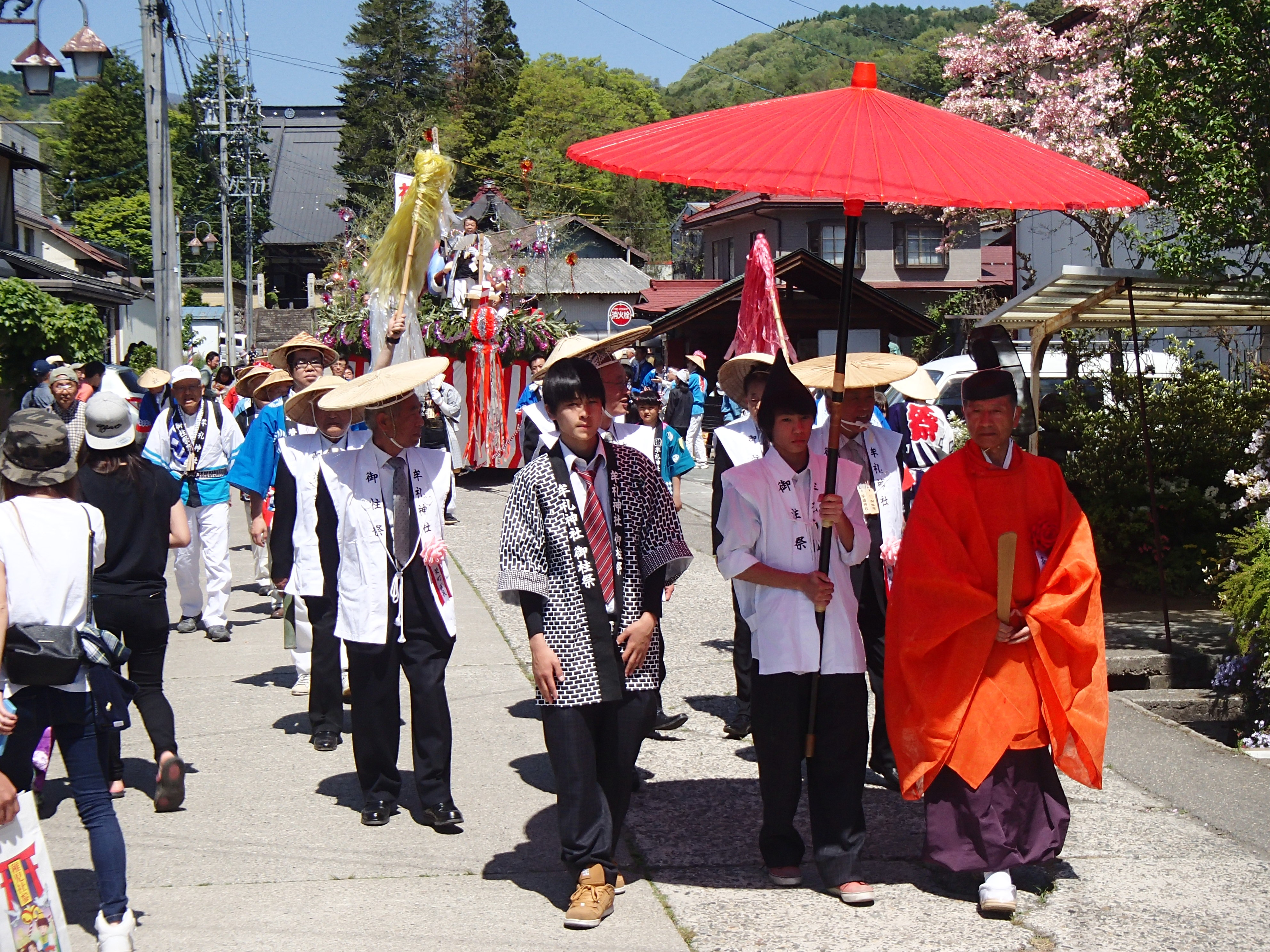
神官ほか里曳き参列者

牟礼神社には、諏訪大社の分祀社として建御名方神が祀られている。御柱は、本来4本の柱を建立すべきであるが、この神社の地形からして難しく、現在は拝殿に向かって左右1本ずつが建立されている。なお、1900年（明治33年）の牟礼神社の風景では、拝殿に向かって左側に2本の御柱が建立されている。また、当神社が長野県の御柱の北限であるといわれている。
御柱用材は、牟礼盆地周辺の山々から切り出されるが、そこにはモミやツガがないため杉を使用する。祭典の半年ほど前に、山で神官・献木者立ち会いのもと長さ11m、直径30cmくらいの杉の木の見立てを行い（見立の儀）、その後山出しを挙行する（山出しの儀）。御神木の杉は、皮をむかないで使用する。
牟礼神社の御柱祭は、寅と申の年にあたる7年に一度（開催年を1年目として数える為。）5月10日に実施される。祭典当日に曳行される御神木の木遣りは、「手古舞」と「大手古」の2種類となっている。

## 牟礼神社の俳額
祝詞（のりと）殿には昭和十五年十二月十五日「皇紀二千六百年記念」と題した俳額（縦53cm・横205cm）が掲げてある。全体的に文字がうすく不鮮明である。
最初に「元日や一系の天子富士の山」とあり、次に三光と題して江部景華・長野蘆般・黒川高山の三句があり、以下五客、十客等が続く。日本の神国としての国体の精華を詠った貴重なものであるといわれている。

## 交通アクセス
- 最寄駅：しなの鉄道牟礼駅（徒歩約15分）